# 辛吉杜努姆
辛吉杜努姆（拉丁語：Singidunum）是一座古代城市，地处现在的塞尔维亚首都贝尔格莱德内。城市名称来自于凯尔特人，可以追溯到公元前3世纪，高盧入侵巴爾幹后凯尔特部落斯科迪斯基定居于此。公元前75年，罗马共和国征服这一区域，并将其并入到默西亚行省。这是多瑙河边墙上的一处重要堡垒，自前86年起，罗马的幸运者弗拉维乌斯第四军团就驻扎在此。罗马皇帝约维安就出生于辛吉杜努姆。441年，该城被匈人攻陷；584年，又被阿瓦尔人和斯拉夫人攻陷。7世纪初，辛吉杜努姆要塞最终被毁。
如今贝尔格莱德市中心的很大一部分区域都属于“辛吉杜努姆考古遗址”，自1964年6月30日起被宣布为保护区。